# 博廖内堡
博廖内堡（義大利語：Castel Boglione）是意大利阿斯蒂省的一个市镇。总面积12.01平方公里，人口632人，人口密度52.6人/平方公里（2009年）。ISTAT代码为005024。